# Linnaemya ciliata
Linnaemya ciliata là một loài ruồi trong họ Tachinidae.